# 笔记本内胆包
笔记本内胆包是一种保护笔记本电脑的保护包装,内面采用柔软的材料，可以防止笔记本电脑被划伤、震动。其尺寸一般都和所配用的笔记本电脑相适合。